# Báječný svět shopaholiků
Báječný svět shopaholiků (v originále Confessions of a Shopaholic) je americký hraný film z roku 2009. V hlavní roli můžeme vidět například australskou herečku Islu Fisherovou, Hugha Dancyho a mnohé další.
Film byl zpracován podle dvou bestsellerů britské spisovatelky Madeleine Wickhamové.

## Obsazení
| Isla Fisherová       | Rebecca Bloomwoodoová |
| Hugh Dancy           | Luke Brandon          |
| Krysten Ritter       | Suze Cleath-Stuartová |
| John Goodman         | Graham Bloomwood      |
| Joan Cusack          | Jane Bloomwoodová     |
| John Lithgow         | Edgar West            |
| Kristin Scott Thomas | Alette Nayloroví      |
| Leslie Bibb          | Alicia Billingtonová  |
| Robert Stanton       | Derek Smeath          |
| Julie Hagerty        | Haley                 |
| Fred Armisen         | Ryan Koenig           |

## Děj
Příběh vypráví o mladé ženě Rebecce Bloomwoodoové (Isla Fisherová), která více než ráda nakupuje - doslova módou žije. Vyžívá se v drahých a luxusních značkách, na které ale mnohdy nemá peníze a proto si půjčuje na dluh. Své deprese z dluhů za módní oblečení řeší většinou dalším nakupováním. Rozhodne se tento problém řešit - jde na pohovor na pozici novinářky pro prestižní módní časopis. Tam ale nedostane ani příležitost kvůli vysokému zájmu o pozici a namísto toho se shodou okolností dostane do redakce finančního časopisu. Ačkoli Becca nemá o ekonomii nejmenší tušení, ze svých mnohaletých zkušeností s nakupováním je schopná psát úžasné články pod pseudonymem a paradoxně radí lidem s jejich dluhy. Šéfredaktorem časopisu je atraktivní Luke (Hugh Dancy), do kterého se Rebecca zakouká, neřekne mu však o svých problémech s penězi a zamotá se do svých lží. Lež má ale krátké nohy - při odhalení Rebečiných dluhů je Luke zklamaný a s Rebeccou se rozejde. Nakonec ale vše dobře skončí - Luke se k Becce vrátí a společnými silami se jim dokonce podaří zaplatit všechno, co si Becca půjčila. 